# Galaretówka przejrzysta

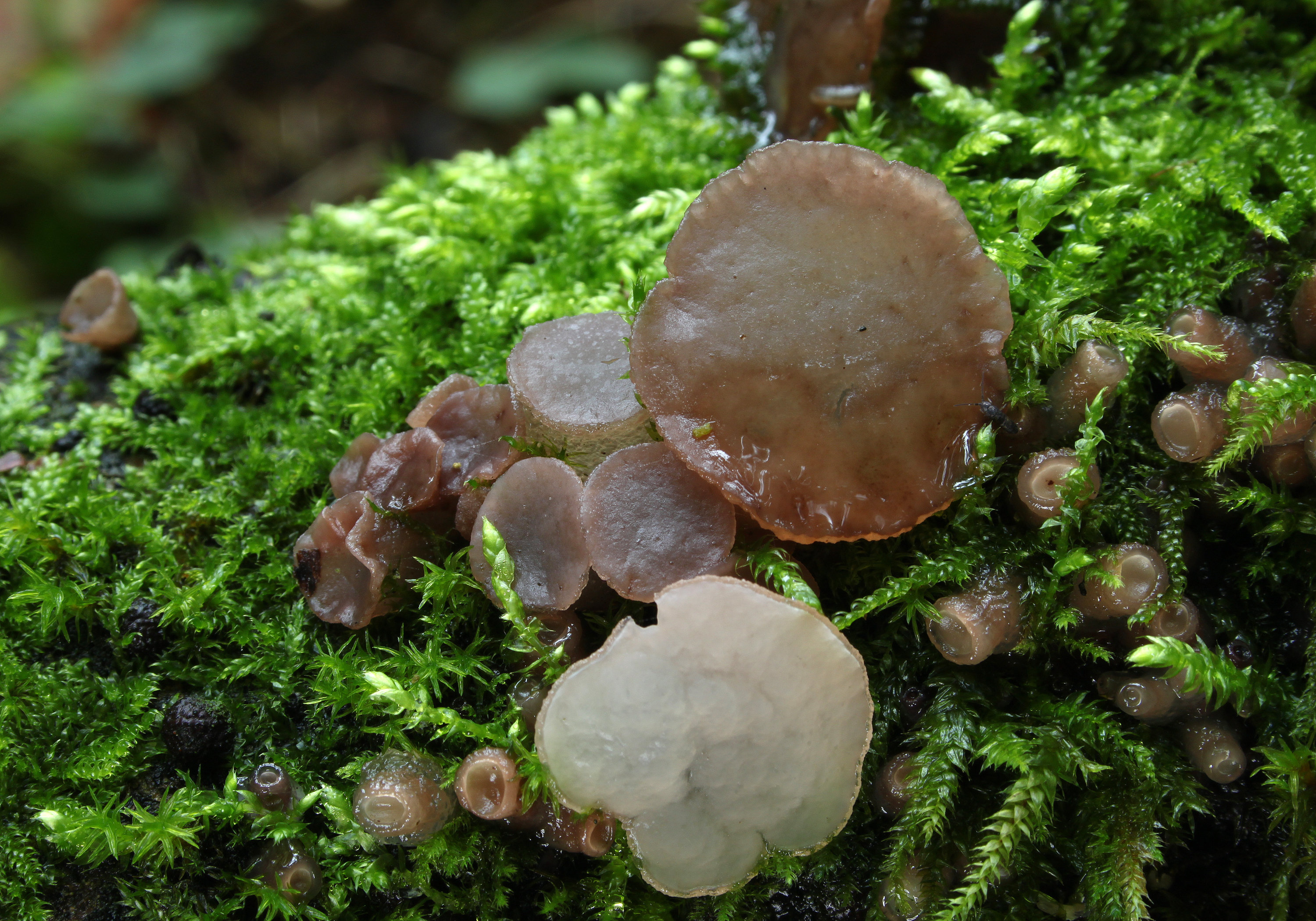

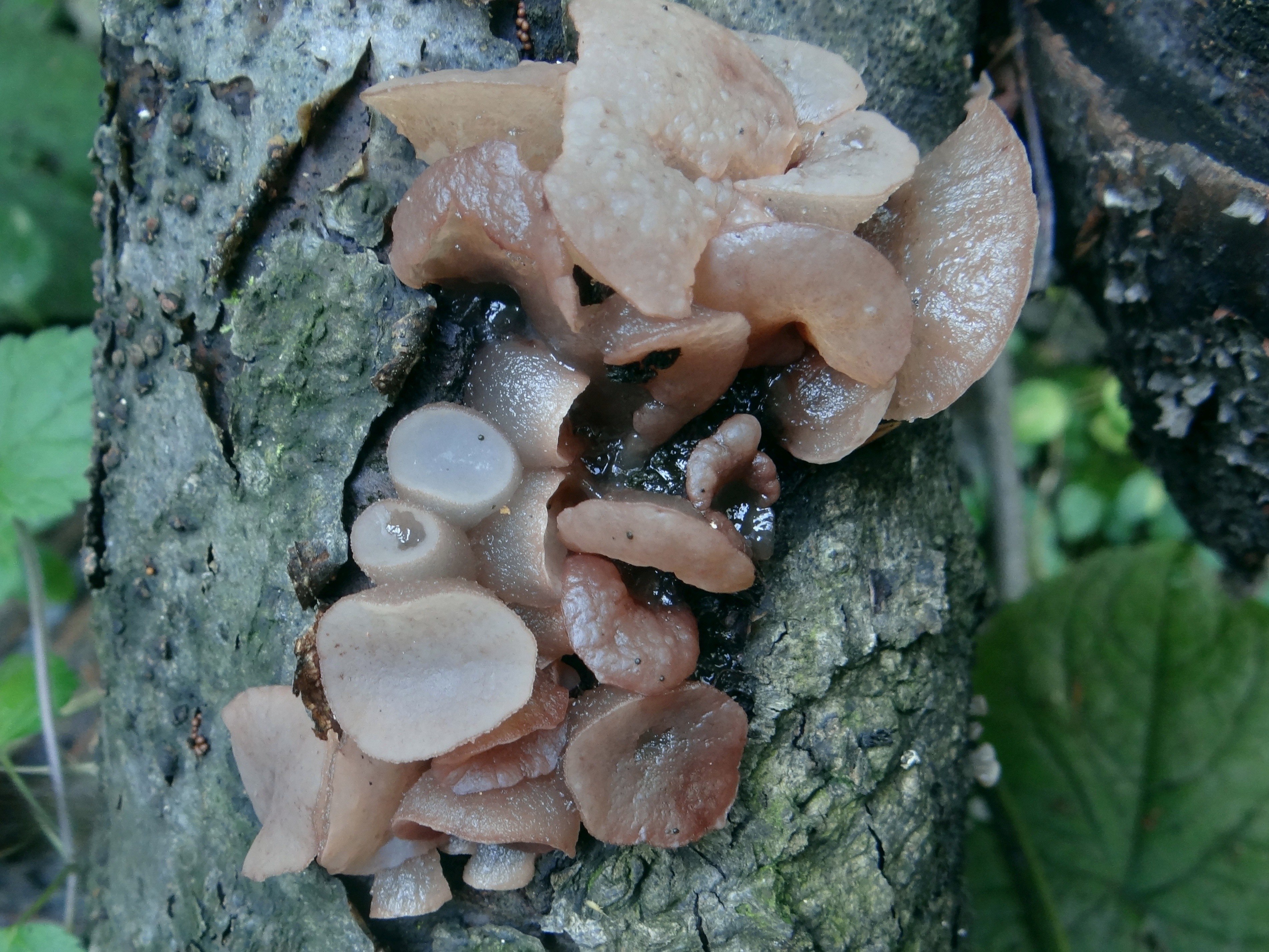

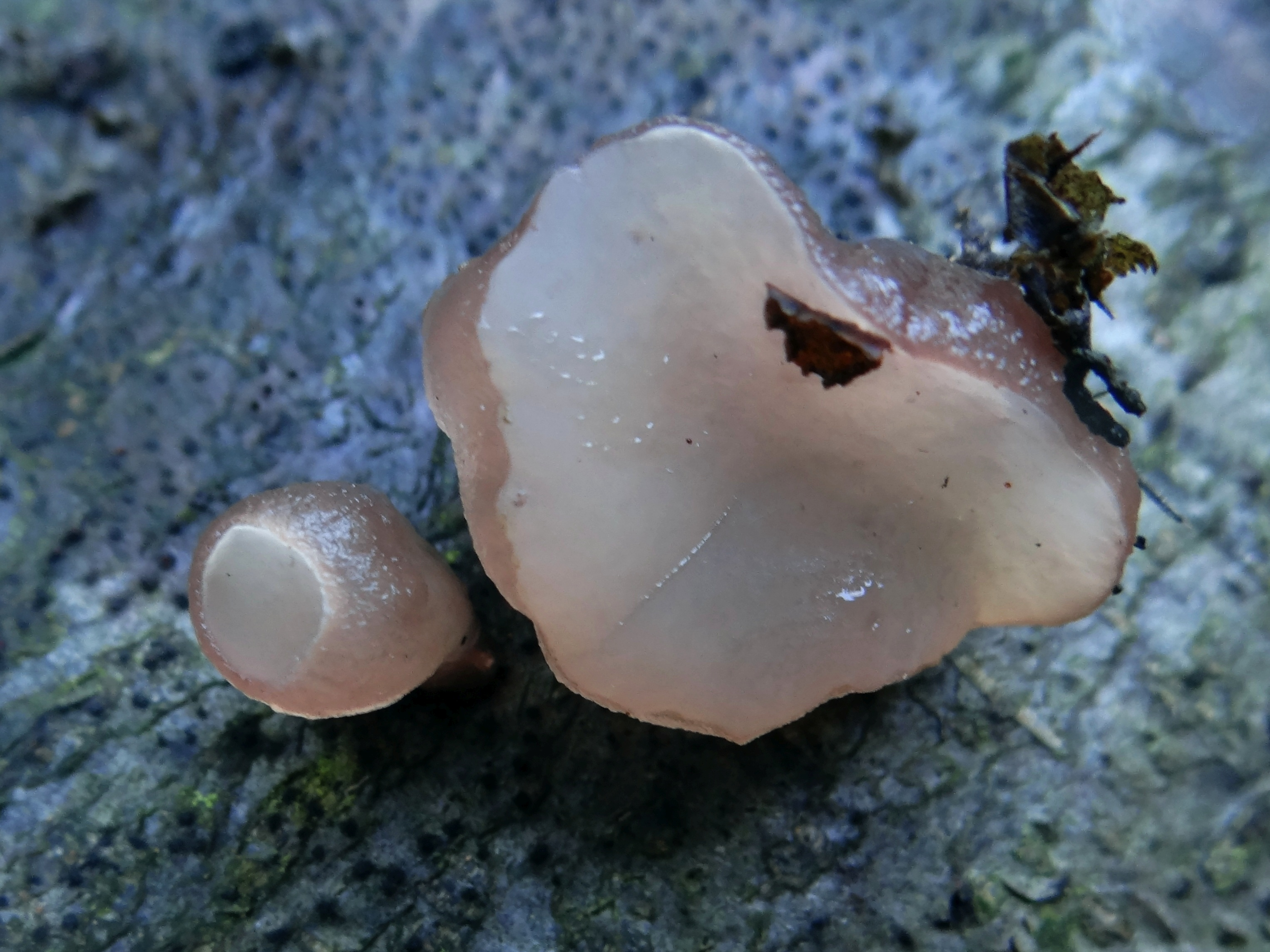

Galaretówka przejrzysta (Neobulgaria pura (Pers.) Petr.) – gatunek grzybów z rodziny Gelatinodiscaceae.

## Systematyka i nazewnictwo
Pozycja w klasyfikacji według Index Fungorum: Neobulgaria, Gelatinodiscaceae, Helotiales, Leotiomycetidae, Leotiomycetes, Pezizomycotina, Ascomycota, Fungi.
Po raz pierwszy takson ten zdiagnozował w 1796 r. Christian Hendrik Persoon nadając mu nazwę Peziza pura. Obecną, uznaną przez Index Fungorum nazwę nadał mu w 1921 r. Franz Petrak, przenosząc go do rodzaju Neobulgaria.
Synonimy naukowe:

- Bulgaria pura (Pers.) Fr. 1822
- Coryne foliacea Bres. 1905
- Craterocolla pura (Pers.) Sacc. 1888
- Helotium violascens (Rehm) Boud. 1907
- Neobulgaria foliacea (Bres.) Dennis 1956
- Neobulgaria pura var. foliacea (Bres.) Dennis & Gamundí 1969
- Neobulgaria pura (Pers.) Petr. 1921 var. pura
- Ombrophila pura (Pers.) Quél. 1886
- Ombrophila violascens Rehm 1891
- Peziza pura Pers. 1796
- Tremella saccharina var. foliacea (Bres.) Bref.[2]

Nazwę polską podali Barbara Gumińska i Władysław Wojewoda.

## Morfologia
Owocnik
Typu apotecjum, o konsystencji wodnistej, galaretowatej. Podczas wysychania kurczy się. Ma średnicę 1–3 cm, barwę bladoczerwono-brązową lub liliowoszarą. Za młodu jest okrągławy, potem rozpostarty i nieregularnie tarczowaty lub kubkowaty z wystającym słabo karbowanym brzegiem. Posiada krótki trzon o grubości do 5 mm. Zdarza się, że trzony sąsiednich owocników są zrośnięte. Czasami trzon jest tak krótki, że jest niezauważalny.
Cechy mikroskopowe
Owocnik zbudowany jest z dwóch warstw strzępek. W zewnętrznej warstwie strzępki są mniej więcej równoległe i przeplatające się, z rzadka rozgałęziające się. Mają średnicę 1–1,5 µm, umieszczone są w galaretowatej substancji i tworzą rozszerzone beczkowato komórki o rozmiarach 30 × 15–20 µm. Warstwę wewnętrzną tworzą strzępki luźno osadzone w galaretowatej substancji. Subhymenium cienkie, występują w nim, prawie kuliste komórki. W obłoczni występują cienkie, nitkowate parafizy o średnicy 2 µm. Zarodniki elipsoidalne lub wąskojajowate, o rozmiarach 5,5–7 × 3–4 µm. Zazwyczaj posiadają dwie gutule oraz gładkie, cienkie i bezbarwne ściany. Ponadto w konidioforach na zewnętrznej powierzchni apotecjum powstają kuliste konidia o średnicy 1–2 µm.

## Występowanie i siedlisko
Galaretówka przejrzysta w Europie jest szeroko rozprzestrzeniona. Występuje od Hiszpanii po północne regiony Półwyspu Skandynawskiego. Brak jej w Europie Południowo-Wschodniej. Poza tym notowana w Ameryce Północnej, Japonii i na Nowej Zelandii. W Polsce najczęściej spotykana jest w buczynach karpackich.
Występuje na martwym drewnie, głównie buków. Poza tym notowana na klonach, brzozach i in. Owocniki pojawiają się od sierpnia do października.
Grzyb niejadalny.

## Gatunki podobne
- workotrzęsak galaretowaty (Ascotremella faginea). Ma nieregularnie kulisty i mózgowato pofałdowane owocniki[3],
- niektóre trzęsaki (Tremella)[7],
- kisielnica wierzbowa (Exidia recisa). Tworzy skupiska[7].